# Petljakov Pe-2
Petljakov Pe-2 (Петляков Пе-2), med smeknamnet Pesjka (Пешка - "bonde"), var ett sovjetiskt, medeltungt bombplan som användes under det andra världskriget. Flygplanet var snabbt och manövrerbart, samtidigt som det var tåligt och tillverkades i stort antal. Flera kommuniststyrda länder flög flygplanet efter kriget och det kom även att få NATO-namnet Buck.

## Historia
Flygplanet Pe-2 ritades i ett hemligt forskningslaboratorium/fångläger, ett så kallat "sjarasjka", efter att flygplanskonstruktören Vladimir Petljakov hade arresterats och fängslats år 1937 för att medvetet ha fördröjt konstruktionsarbetet med bombplanet Tupolev ANT-42. I sjarasjkan fick Petljakov i uppgift att leda arbetet med att utveckla ett höghöjdsjaktplan som skulle eskortera ANT-42:orna. Det nya flygplanet fick projektnamnet VI-100. Det första av två prototypflygplan flög den 22 december 1939 och var ett mycket sofistikerat flygplan för sin tid. Det hade bland annat en trycksatt kabin, helmetallskonstruktion, kompressorer och många system som aktiverades elektriskt. Prototyperna kom att ge ett så gott intryck att produktion omedelbart inleddes. Det har sagts att Petljakov och hans grupp kunde se VI-100-prototypen från sitt fängelse 1940 när den visades upp under den årliga första majparaden. Vissa tidiga källor säger att Pe-2 är baserad på flygplanet Potez 63, men detta har troligen liten sanningshalt.
Just när produktionen skulle inledas beställde flygvapnet en omkonstruering av flygplanet. Värdet av taktisk bombning hade nyligen uppvisats av det tyska Luftwaffe i blixtkrigen och behovet av ett sådant flygplan blev snart viktigare än behovet av ett eskorterande jaktplan för högre höjder. Petljakovs grupp gavs 45 dagar att konstruera om flygplanet till ett störtbombplan. Kabintrycksättningen och kompressorerna togs bort och dykbromsar och en plats för bombfällaren installerades, tillsammans med ett antal aerodynamiska förfiningar. Man byggde även in ett internt bombutrymme, tillsammans med mindre bombutrymmen i motorgondolerna. Flygplanet som hade kallats PB-100 imponerade Stalin till den grad att han lät frige Peltjakov och man gav tillåtelse till att hans namn användes för flygplanet. Det första flygplanet flög den 15 december 1940 och det hetsades in i produktion utan en prototyp, eftersom Stalin krävde att flygplanet skulle flyga i slutet av året. Leveranserna till stridsenheterna började följande vår.
Flygplanet gavs inte chans att visa sin verkliga potential förrän mot slutet av året, när de sovjetiska flygstyrkorna givits tid att omgruppera efter det tyska anfallet under vintern. Pe-2 kom snabbt att visa sig vara ett mycket kapabelt flygplan som kunde undkomma Luftwaffes jaktplan och möjliggjorde precisionsbombning. Man förbättrade konstruktionen kontinuerligt under 1942, i direkt konsultation med piloterna som flög dem i strid. Det evolutionära slutresultatet kom att bli flygplanet Pe-2FT, där FT står för Frontovoe Trebovanie (frontönskemål).
Ett stort antal mindre varianter utvecklades också, däribland en skolversion (Pe-2UTI), en tungt beväpnad version (Pe-2M) och en version som gavs extra kraft med hjälp av raketer (Pe-2K). En jaktplansversion (Pe-2I) och en stjärnmotorförsedd version (Pe-2K) sattes i produktion som Pe-3, respektive Pe-4.
De länders flygvapen som fortsatte flyga Pe-2 efter kriget inbegriper: Tjeckoslovakien, Kina, Polen och Jugoslavien. Sammanlagt byggdes omkring 11 000 flygplan.
Medan flygplanet var underbart att flyga, krävde det mycket kraft att dra i ratten när man skulle få flygplanet att lyfta. Ryska nattbombuppdrag flögs ofta av kvinnliga piloter och vissa av dessa var inte tillräckligt starka för att själva få upp planet i luften. När en sådan situation inträffade kom en av besättningsmedlemmarna bakom henne, lade pilotens armar runt kontrollratten och tillsammans hjälptes de åt att dra ratten bakåt och få upp planet i luften. När flygplanet var i luften återvände besättningsmannen tillbaka till sin plats och sina uppgifter och piloten fortsatte att flyga utan assistans.

## Användning i Finland
Under åren 1942–1944 köptes sju Pe-2-flygplan från Tyskland, som hade tagit dem som krigsbyte. Ett flygplan av markanfallsversionen Pe-3 erhölls som krigsbyte efter att den gjort en nödlandning vid Enare träsks strand i mars 1942. Det finländska flygvapnet använde dem enbart som spaningsflygplan. I medeltal flög man enbart 94 timmar med vart och ett av flygplanen under fortsättningskriget. Att man använde flygplanen så lite berodde bland annat på svårigheter med underhållet. I Finland bar de beteckningarna PE- och det inofficiella smeknamnet var Pekka-Eemeli (från det finska bokstaveringsalfabetet för "P-E").
Flygplanet hade en hög start- och landningshastighet - därför krävdes långa startbanor. Flygplanet var tungt att styra vid lägre hastigheter. 
Alla flygplan utom ett förstördes antingen av fientlig eld eller i haverier, enbart PE-211 överlevde kriget. Detta flygplan skrevs ut ur flygvapnets rullor år 1946 och skrotades senare.

## Användare
- Andra världskriget:
- Finland
- Sovjetunionen

- Efter andra världskriget:
- Jugoslavien.
- Kina
- Polen
- Sovjetunionen
- Tjeckoslovakien
- Ungern